# ドリームカプセル
ドリームカプセル株式会社は、愛知県名古屋市に本社を置き、主にカプセルトイショップ「ドリームカプセル」をチェーン展開する企業。

## 概要
2009年に愛知県日進市にて創業。当初はインテリア雑貨の販売とショッピングモールでのイベントを企画運営する会社であったが、2012年に名古屋市緑区に本社を移転した後、ショッピングモールやファッションビルを中心にカプセルトイショップを出店するようになる。2024年時点で全国に63店舗を展開している。
2021年から法人向けにカプセルトイプロモーションを提供する「DCプロモーションズ株式会社」を関連会社として設立。2024年5月に大和証券グループの「大和PIキャピタル株式会社」と資本提携した。
withnewsでの代表取締役の都築の発言によるとSNSを用いたダイレクトマーケティングを重視しており、顧客視点での情報発信を積極的に行っている。
物販も行っており一部の店舗を除いて窓口対応を行う店員を常駐させている。
地元である名古屋市にまつわるオリジナル商品も取り扱っており、中日ドラゴンズの他に喫茶マウンテン、青柳総本家などの飲食関連のカプセルトイ商品が多い。

## 沿革
- 2009年12月 - 愛知県日進市にベンディング事業を創業。
- 2010年2月 - 名古屋営業所を名古屋市緑区に開設。インテリア雑貨通販サイト「citron glaces」をオープン。
- 2011年2月 - テナント型カプセルトイショップの展開を開始。
- 2012年2月 - 名古屋市緑区に本社移転。
- 2022年
  - 7月 - 代表取締役の都築が一般社団法人日本カプセルトイ協会の代表理事に就任。
  - 10月 - 名古屋市緑区にロジスティックセンター開設。
- 2024年3月 - イメージキャラクターとして元SKE48の松井珠理奈を起用。

## 事業所
- 本社 - 愛知県名古屋市緑区徳重三丁目101
- ロジスティックセンター - 愛知県名古屋市緑区徳重三丁目2508

## 店舗
カプセルトイショップである「ドリームカプセル」を、東北から九州にかけて展開している。ショップは2024年8月現在、63店舗を展開している。